# Župnija Stari Trg pri Ložu
Župnija Stari Trg pri Ložu je rimskokatoliška teritorialna župnija dekanije Cerknica nadškofije Ljubljana.

### Farne spominske plošče
V župniji so postavljene Farne spominske plošče, na katerih so imena vaščanov iz okoliških vasi (Bloška Polica, Dane, Dolnje Poljane, Gornje Jezero, Grajševka, Iga Vas, Klance, Knežja Njiva, Kozaršče, Laze, Lož, Nadlesk, Podcerkev, Podgora, Podlož, Pudob, Stari Trg, Šmarata, Viševek, Vrh, Vrhnika) ki so padli nasilne smrti na protikomunistični strani v letih 1942-1945. Skupno je na ploščah 254 imen.